# Nitin Gadkari
Nitin Jairam Gadkari , né le 27 mai 1957 à Nagpur (État de Bombay, aujourd'hui dans l'État du Maharashtra), est un homme politique indien, ministre du Transport routier et des Autoroutes depuis 2014.
De 2014 à 2019, il est ministre du Commerce maritime et ministre des Ressources en eau, du Développement des rivières et de la Régénération du Gange dans le gouvernement indien. De 2019 à 2021, il est également ministre des Micro, petites et moyennes entreprises.
Nitin Gadkari était précédemment le président du Bharatiya Janata Party (BJP), entre 2010 et 2013. Il est aussi connu pour son travail comme ministre des travaux publics de l'État du Maharashtra où il fit construire une série de routes, d'autoroutes et d'autoponts à travers l'État dont l'autoroute Bombay–Pune.